# Daniel Bouckaert
Daniel Bouckaert (Waregem, 17 maggio 1894 – Assebroek, 26 dicembre 1965) è stato un cavaliere belga, vincitore di due medaglie d'oro nella prova di volteggio, individuale ed a squadre, nell'equitazione ai Giochi olimpici di Anversa 1920.

## Palmarès
| Anno | Manifestazione  | Sede    | Evento                | Risultato |
| ---- | --------------- | ------- | --------------------- | --------- |
| 1920 | Giochi olimpici | Anversa | Volteggio individuale | Oro       |
| 1920 | Giochi olimpici | Anversa | Volteggio a squadre   | Oro       |